# دانشگاه موصل
دانشگاه موصل (به عربی: جامعة الموصل) یک دانشگاه دولتی در شهر موصل عراق است. این دانشگاه دومین دانشگاه برتر عراق پس از دانشگاه بغداد است.
دانشگاه موصل در سال ۱۹۶۷ تأسیس شد. امروز دانشگاه مدارک کارشناسی، کارشناسی ارشد و دکتری معتبر را در بیش از ۱۰۰ رشته علمی ارائه می‌دهد. بیش از ۸۰٬۰۰۰ دانشجو نیز از زمان تأسیس دانشگاه فارغ‌التحصیل شده‌اند.

## تاریخچه
اولین گام‌ها برای تأسیس دانشگاه موصل در سال ۱۹۵۹ با تأسیس دانشکده پزشکی زیر نظر دانشگاه بغداد برداشته شد. در سال ۱۹۶۳ دو دانشکده مهندسی و علوم، در ۱۹۶۴ دانشکده کشاورزی و در ۱۹۶۶ دانشکده هنر تأسیس شدند و سرانجام در آوریل ۱۹۶۷ دانشگاه موصل رسماً بنیان‌گذاری شد. در پی تأسیس دانشگاه در سال ۱۹۷۵ دانشکده آموزش و در ۱۹۷۶ دانشکده دامپزشکی نیز تأسیس شدند.
در سال ۲۰۱۴ در پی حمله داعش به موصل این دانشگاه بسته و غارت شد. دانشگاه در همان سال مجدداً تحت کنترل داعش افتتاح شد و تنها رشته‌های تحصیلی مجاز، پزشکی، دندانپزشکی، پرستاری و داروسازی بودند. در دوران حکومت داعش بیش از ۸٬۰۰۰ کتاب و ۱۰۰٬۰۰۰ نسخه خطی در کتابخانه دانشگاه از بین رفت. این دانشگاه در ژانویه ۲۰۱۷ بازپس گرفته و در مارس همان سال بازگشایی شد؛ گرچه برخی ساختمان‌ها هنوز در دست بازسازی هستند.

## دانشکده‌ها
۱۹ دانشکده دانشگاه موصل عبارتند از:
- دانشکده پزشکی (موصل)
- دانشکده پزشکی (نینوا)
- دانشکده دندانپزشکی
- دانشکده داروسازی
- دانشکده مهندسی
- دانشکده علوم
- دانشکده هنر
- دانشکده کشاورزی و جنگلداری
- دانشکده اداری و اقتصادی
- دانشکده آموزش
- دانشکده دامپزشکی
- دانشکده تربیت بدنی
- دانشکده حقوق
- دانشکده باستان‌شناسی
- کالج آموزش دختران
- دانشکده آموزش مقدماتی
- دانشکده پرستاری
- دانشکده هنرهای زیبا
- کالج علوم کامپیوتر و ریاضیات
- دانشکده مهندسی الکترونیک
- دانشکده علوم سیاسی
- دانشکده علوم اسلامی
- دانشکده فنون محیطی
- دانشکده علوم گردشگری